# Spoorlijnen in Nederland

Spoorkaart van Nederland

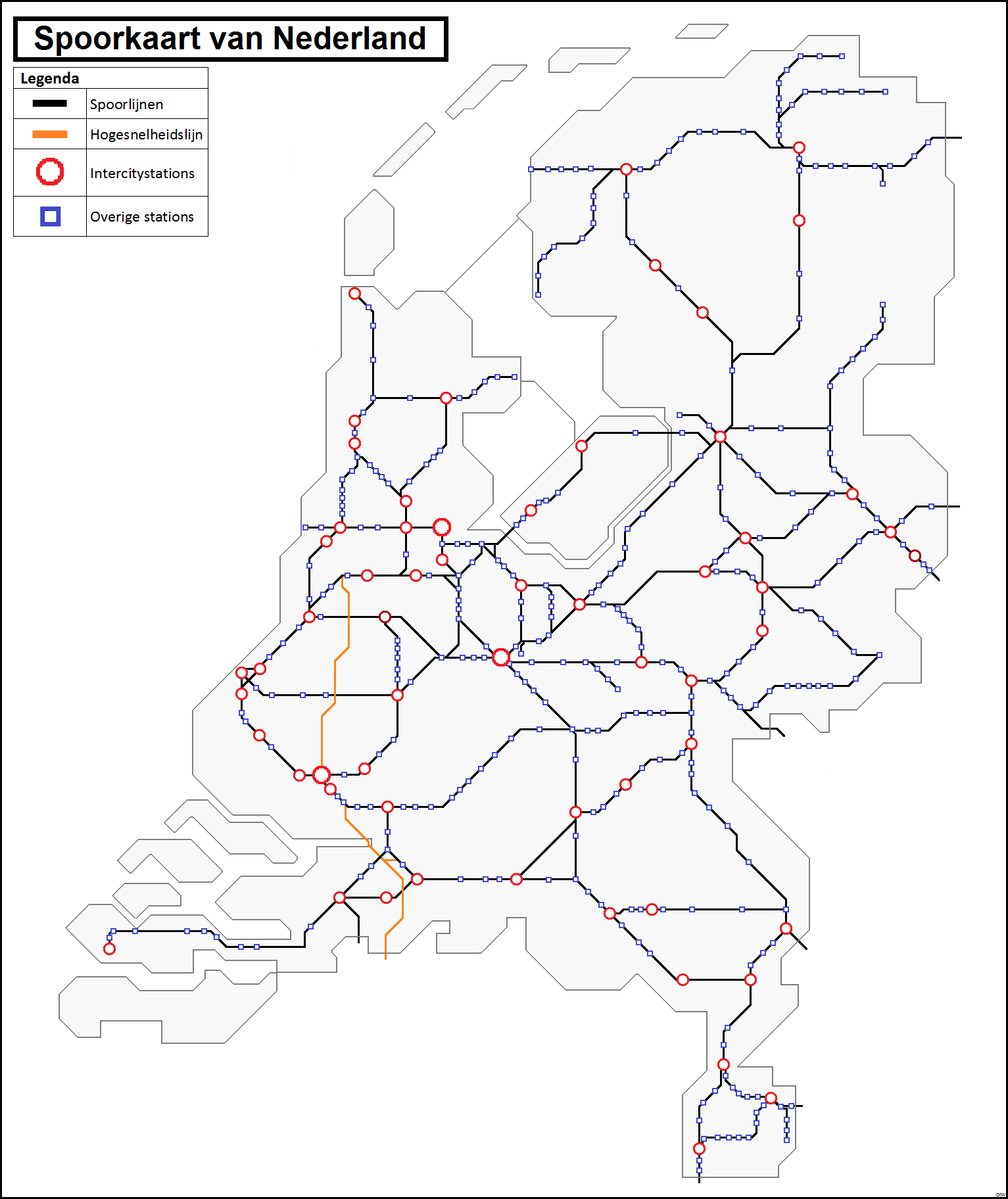
Alle stations

Aantal sporen per spoorlijn

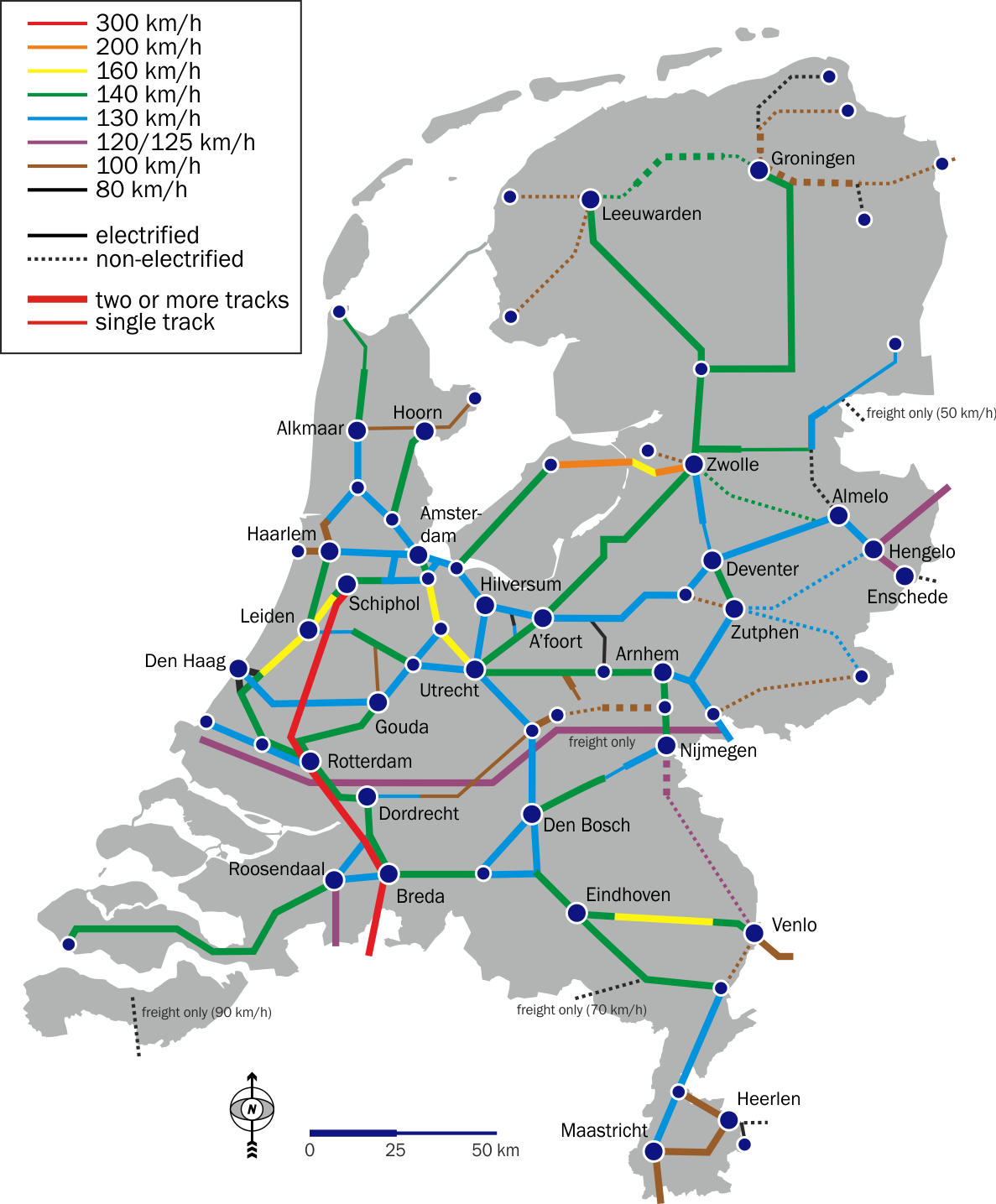
Maximumsnelheden op de spoorlijnen in Nederland

In Nederland is de netlengte van de spoorwegen (totale lengte van de spoorlijnen) 3434 km. Driekwart hiervan is geëlektrificeerd en driekwart is meersporig. De totale spoorlengte bedroeg in 2016 7219 km. Spoorwegemplacementen en dergelijke zijn niet meegerekend.
Al het openbare spoor in Nederland is normaalspoor, alleen bij industrie en in pretparken wordt incidenteel smalspoor gebruikt. De openbare spoorinfrastructuur in Nederland (hoofdspoorwegen) wordt sinds 2003 namens de overheid beheerd door ProRail. ProRail legt nieuwe spoorlijnen aan of uitbreidingen en wijzigingen van bestaande spoorlijnen. Bij grote wijzigingen is daarvoor een tracébesluit nodig van de minister van Infrastructuur en Milieu. Dat ministerie is ook de financier van ProRail voor het beheer en onderhoud.

## Geschiedenis
De eerste trein in Nederland reed op 20 september 1839 van Amsterdam naar Haarlem, het eerste deeltraject van de "Oude Lijn", de spoorlijn tussen Amsterdam en Rotterdam (aanleg tussen 1839 en 1847). De aanleg en exploitatie geschiedde door de particuliere Hollandsche IJzeren Spoorweg-Maatschappij (HIJSM).
De tweede spoorlijn in Nederland begon zijn geschiedenis op 28 december 1843, de Rhijnspoorweg tussen Amsterdam en Utrecht, het eerste deeltraject van de Nederlandsche Rhijnspoorweg-Maatschappij (NRS), in 1845 verlengd naar Arnhem en in 1856 naar Duitsland. Deze lijnen werden aanvankelijk aangelegd in breedspoor, om enkele jaren later omgebouwd te worden naar normaalspoor om aan te kunnen sluiten op het Duitse spoornet.
In het zuiden van Nederland werden de eerste grensoverschrijdende lijnen aangelegd door buitenlandse maatschappijen, als verlengingen van de spoornetten in die landen. In 1853 werd de spoorlijn Aken – Maastricht geopend, de eerste verbinding met Duitsland en derde spoorlijn van Nederland; in 1854 volgde de lijn Antwerpen – Roosendaal over de Belgische grens.
Vanaf 1863 kwamen ook de Centraalspoorweg van de Nederlandsche Centraal-Spoorweg-Maatschappij (NCS) alsmede de eerste lijnen van de Maatschappij tot Exploitatie van Staatsspoorwegen (SS) in exploitatie. Dit waren de belangrijkste spoorwegmaatschappijen in Nederland. Daarnaast werden door diverse kleinere spoorwegmaatschappijen spoorlijnen aangelegd.
Vanaf 1860 ging de staat zelf spoorlijnen aanleggen, er werden tien staatslijnen aangelegd aangeduid met de letters A tot en met K, behalve J.
De eerste elektrische spoorlijn in Nederland was de Hofpleinlijn. Op 1 oktober 1908 als elektrische lijn in gebruik genomen en geëxploiteerd door de Zuid-Hollandsche Electrische Spoorweg-Maatschappij (ZHESM). Vanaf 1927 werd de Oude Lijn elektrisch bereden.
Vanaf de jaren dertig werden vele minder drukke lijnen gesloten. Op lijnen die in bedrijf bleven werd tot in de jaren vijftig de stoomtractie door dieseltreinen of elektrische treinen vervangen. De meeste bestaande spoorlijnen werden, uitgezonderd enkele grenstrajecten, vanaf 1938 geëxploiteerd door de N.V. Nederlandse Spoorwegen (NS). Dit bleef zo tot de reorganisatie van 1995.

## Elektrificatie

Elektrificatie van de spoorlijnen in Nederland

Het grootste deel van de Nederlandse spoorlijnen is geëlektrificeerd met 1500 V gelijkspanning. Twee spoorlijnen, de Betuweroute en de HSL-Zuid, zijn geëlektrificeerd met 25.000 V 50 Hz wisselspanning. De grensbaanvakken Roosendaal - Essen v.v. en Maastricht - Visé zijn deels met Belgische bovenleidingsspanning geëlektrificeerd, daar waar tussen de Duitse grens en Venlo in de spoorlijn Viersen - Venlo de Duitse bovenleidingsspanning is toegepast.
Een aantal lijnen in het noorden en oosten van het land, en enkele goederenlijnen in het zuiden, zijn niet geëlektrificeerd, hier wordt de treindienst uitgevoerd met dieseltreinen.

## Links en rechts rijden
In Nederland rijden treinen bij meersporigheid in de regel rechts. Hiervan kan worden afgeweken bij stremmingen, maar er zijn ook baanvakken waar in de regel links wordt gereden:
Op de grensbaanvakken met België wordt net als in België zelf links gereden (Roosendaal – Essen en Maastricht – Visé).
Op de twee noordelijke sporen van het viersporige baanvak tussen Utrecht Centraal en Blauwkapel Oost Aansluiting wordt door intercity's uit praktische overwegingen links gereden. Doorgaande treinen tussen Amersfoort Centraal en Gouda (die kopmaken in Utrecht Centraal) kruisen elkaar nabij Blauwkapel door middel van een fly-over zodat ze elkaar niet hoeven te kruisen bij Utrecht Centraal. Zie ook het schema op de pagina Centraalspoorweg.
Op de hogesnelheidslijn Schiphol – Antwerpen, bekend als "HSL-Zuid", wordt tussen de stations Rotterdam Lombardijen en Barendrecht gewisseld tussen rechts rijden ten noorden en links rijden ten zuiden daarvan. Daartoe is er een fly-over voor het HSL-spoor voor treinen in noordelijke richting die niet alleen over het HSL-spoor voor treinen in zuidelijke richting heen gaat, maar ook over de sporen van de spoorlijn Rotterdam – Dordrecht, bekend als  "Staatslijn I", om daar vervolgens op aan te sluiten. Voor de treinen uit Breda die in noordelijke richting het HSL-spoor opgaan (zie treindiensten HSL) is er ten noorden van Breda-Prinsenbeek een fly-over over de sporen in tegenrichting van beide lijnen, waarbij de trein overgaat van rechts naar links rijden.
Bij sommige passeersporen op enkelsporige trajecten wordt links gereden, zoals bij de stations Aalten, Delden, Anna Paulowna en Hurdegaryp. Deze keus kan, zoals bij Hurdegaryp, verband houden met de ligging van het overpad (met spoorbomen) naar het perron.
Voorheen, toen wissels nog niet automatisch werden omgelegd, werd er om beurten links en rechts gereden op de passeersporen. Voordeel daarvan was dat wanneer de beide treinen de parallelle sporen opreden de wisselstanden gebruikt konden worden van het wegrijden de vorige keer, zodat de wissels half zo vaak moesten worden omgelegd.

## Frequentie
Op de meeste trajecten met personenvervoer wordt in beide richtingen minstens een halfuursdienst gereden (soms minder in het weekend).
Baanvakken met doordeweeks, ook overdag, een lagere frequentie dan een halfuursdienst
- Winschoten – Bad Nieuweschans: één keer per uur
- Sneek – Stavoren: één per uur
- Utrecht Centraal – Utrecht Maliebaan: één per uur, alleen tijdens openingstijden Spoorwegmuseum
- Almelo – Hardenberg: Na de ochtendspits tot begin van de middag één keer per uur

Baanvakken waar op kleinere stations doordeweeks overdag een uurdienst geldt
- Zwolle – Emmen (stations Gramsbergen en Dalen)

Baanvakken met doordeweeks 's avonds een lagere frequentie dan een halfuursdienst
- Sauwerd – Roodeschool: één per uur
- Sauwerd – Delfzijl: één per uur
- Zuidbroek – Bad Nieuweschans: één per uur
- Zuidbroek – Veendam: één per uur
- Leeuwarden – Groningen: één per uur
- Leeuwarden – Harlingen: één per uur
- Leeuwarden – Sneek: één per uur
- Almelo – Mariënberg: één per uur
- Heerhugowaard – Hoorn: één per uur
- Winterswijk – Zutphen: één per uur
- Tiel – Elst: één per uur

Bovendien zijn er diverse baanvakken waar op kleinere stations doordeweeks 's avonds een uurdienst geldt.
Baanvakken met een zeer beperkt aantal treinen
- Den Haag HS – Voorburg: nachtnettreinen in de donderdag- en vrijdagnacht (Den Haag HS – Gouda)
- Amsterdam Bijlmer Arena – Diemen Zuid: alternatieve route bij werkzaamheden rond Amsterdam Zuid
- Schiedam Centrum - Rotterdam Noord: alternatieve route tijdens werkzaamheden rond Rotterdam Centraal: normaal geen treindiensten.

Baanvakken met veel treinen
Zie ook tienminutentrein.
N.B.: Het gaat er hier om hoe vaak een traject bereden wordt, niet om hoe vaak een reiziger van het eerste naar het tweede genoemde station kan reizen.
Op heel wat trajecten wordt meer dan een halfuursdienst gereden, vaak elk half uur een Intercity en een stoptrein, of meer. De baanvakken (tussen twee stations) met, doordeweeks overdag, een frequentie van minstens tien passagierstreinen per uur per richting, uitgezonderd leeg materieel, zijn:
- Amsterdam Centraal – Amsterdam Sloterdijk: 24 treinen per uur[2] (verdeeld over drie baanvakken)
- Schiphol – Hoofddorp: 24 treinen per uur[2]
- Utrecht Centraal – Utrecht Vaartsche Rijn: 18 treinen per uur[3]
- Amsterdam Muiderpoort – Amsterdam Centraal: 16 treinen per uur[2]
- Amsterdam RAI – Schiphol: 16 treinen per uur
- Leiden (– Warmond): 16 treinen per uur
- Rotterdam Centraal – Barendrecht: 16 treinen per uur[2]
- Utrecht Centraal – Woerden: 14 treinen per uur
- Utrecht Centraal – Breukelen – Amsterdam Bijlmer ArenA: 14 treinen per uur[2]
- Den Haag Laan van NOI – Leiden: 14 treinen per uur
- Den Haag HS – Rotterdam Centraal: 14 treinen per uur[2]
- Almere Centrum – Almere Muziekwijk (– Hollandse brug): 12 treinen per uur
- Arnhem Centraal – Elst: 12 treinen per uur
- Boxtel - Eindhoven 12 treinen per uur
- Gouda - Woerden: 12 treinen per uur
- Utrecht Centraal – Utrecht Overvecht: 12 treinen per uur
- Amsterdam RAI – Weesp (– Hollandse brug): 10 treinen per uur
- Amsterdam Sloterdijk – Amsterdam Lelylaan – Schiphol: 10 treinen per uur[2]
- Amsterdam Sloterdijk – Zaandam: 10 treinen per uur
- Barendrecht – Dordrecht: 10 treinen per uur
- Elst – Nijmegen: 10 treinen per uur
- Hilversum – Naarden-Bussum: 10 treinen per uur
- Utrecht Vaartsche Rijn – Geldermalsen: 10 treinen per uur[4]

Opmerkelijk is, dat enkele van deze drukst bereden baanvakken van Nederland slechts tweesporig zijn: Woerden – Gouda Goverwelle, Delft Campus – Schiedam Centrum, Hilversum – Naarden-Bussum, Amsterdam RAI – Weesp – Almere Oostvaarders en Arnhem Centraal – Elst.

## Internationaal treinverkeer

Kaart met overzicht van de grensbaanvakken in Nederland. Zie gebruik hieronder onder "Opmerkingen".

Nederland kent 13 grensovergangen voor internationaal treinverkeer.

### Grensbaanvakken
Grensbaanvakken worden gekenmerkt door verschillende beveiligings- en bovenleidingssystemen aan weerszijden van de grens. Dit brengt beperkingen met zich mee voor internationaal treinverkeer. Grensoverschrijdend treinverkeer dient te beschikken over beide soorten beveiligings- en bovenleidingssystemen. In de tabel hieronder zijn de systemen opgenoemd per grensovergang. De nummers in de tabel hieronder komen overeen met de figuur hiernaast.
| Nederland – Duitsland | Nederland – Duitsland | Nederland – Duitsland  | Nederland – Duitsland                                          | Nederland – Duitsland     | Nederland – Duitsland     | Nederland – Duitsland | Nederland – Duitsland | Nederland – Duitsland                                                   | Nederland – Duitsland     |
| #                     | Grensstation NL       | Grensstation DE        | Opmerkingen                                                    | Treinbeïnvloedingssysteem | Treinbeïnvloedingssysteem | Bovenleidingssysteem  | Bovenleidingssysteem  | Spanningsovergang                                                       | Locatie Spanningsovergang |
|                       |                       |                        |                                                                | NL                        | DE                        | NL                    | DE                    |                                                                         |                           |
| --------------------- | --------------------- | ---------------------- | -------------------------------------------------------------- | ------------------------- | ------------------------- | --------------------- | --------------------- | ----------------------------------------------------------------------- | ------------------------- |
| 1.                    | Nieuweschans          | Weener                 | -                                                              | ATB-NG                    | PZB                       | -                     | -                     | -                                                                       | -                         |
| 2.                    | Coevorden             | Emlichheim             | Alleen goederen                                                | -                         | -                         | -                     | -                     | -                                                                       | -                         |
| 3.                    | Oldenzaal             | Bad Bentheim           | -                                                              | ATB                       | PZB                       | 1,5 kV =              | 15 kV ~               | Omschakelbare spanning                                                  | Bad Bentheim              |
| 4.                    | Glanerburg            | Gronau                 | Fysiek gescheiden van Nederlandse spoorwegnet                  | PZB                       | PZB                       | -                     | -                     | -                                                                       | -                         |
| 5.                    | Zevenaar              | Emmerich               | -                                                              | ETCS                      | PZB                       | 25 kV ~               | 15 kV ~               | Spanningssluis                                                          | Elten                     |
| 6.                    | Venlo                 | Kaldenkirchen          | -                                                              | ATB                       | PZB                       | 1,5 kV =              | 15 kV ~               | Omschakelbare spanning (Perronsporen) & Spanningssluis (Goederensporen) | Venlo                     |
| 7.                    | Eygelshoven Markt     | Herzogenrath           | -                                                              | ATB-NG                    | PZB                       | 1,5 kV =              | 15 kV ~               | Spanningssluis                                                          | Haanrade                  |
| -                     | Bocholtz              | Vetschau               | Museumspoorlijn ZLSM, fysiek gescheiden van Duitse spoorwegnet | -                         | -                         | -                     | -                     | -                                                                       | -                         |
| Nederland – België    |                       |                        |                                                                |                           |                           |                       |                       |                                                                         |                           |
| #                     | Grensstation NL       | Grensstation BE        | Opmerkingen                                                    | Treinbeïnvloedingssysteem | Treinbeïnvloedingssysteem | Bovenleidingssysteem  | Bovenleidingssysteem  | Spanningsovergang                                                       | Locatie Spanningsovergang |
|                       |                       |                        |                                                                | NL                        | BE                        | NL                    | BE                    |                                                                         |                           |
| 8.                    | Roosendaal            | Essen                  | -                                                              | ATB                       | Crocodile                 | 1,5 kV =              | 3,0 kV =              | Spanningssluis                                                          | Roosendaal                |
| 9.                    | (Breda) / Hazeldonk   | (Noorderkempen) / Meer | Hogesnelheidslijn                                              | ETCS                      | ETCS                      | 25 kV ~               | 25 kV ~               | -                                                                       | -                         |
| 10.                   | Sas van Gent          | Zelzate                | Alleen goederen                                                | -                         | -                         | -                     | -                     | -                                                                       | -                         |
| 11.                   | Budel                 | Hamont                 | Alleen goederen                                                | -                         | -                         | -                     | -                     | -                                                                       | -                         |
| -                     | Baarle-Nassau Grens   | Weelde-Staat           | "Bels lijntje" (afgebroken)                                    | -                         | -                         | -                     | -                     | -                                                                       | -                         |
| 12.                   | Maastricht            | Lanaken                | Buiten gebruik                                                 | -                         | -                         | -                     | -                     | -                                                                       | -                         |
| 13.                   | Eijsden               | Visé                   | -                                                              | ATB                       | ETCS 1 LS                 | 1,5 kV =              | 3,0 kV =              | Spanningssluis                                                          | Maastricht                |

### Internationale treindiensten
De internationale treindiensten staat hieronder per grensovergang weergeven:
Grensovergang Nieuweschans – Weener (D)
- Groningen – Leer (Ostfriesl) (D): één per uur. Voor langere tijd geen treinverkeer tussen Weener en Leer door aanvaring Friesenbrücke

Grensovergang Oldenzaal – Bad Bentheim (D)
- Amsterdam – Berlijn / Hannover (D): 7 per dag (Intercity Berlijn)
- Brussel (B) - Praag (CZ): 3 keer per week (European Sleeper nachttrein)
- Hengelo – Bielefeld (D): één per uur

Grensovergang Enschede – Gronau (D)
- Enschede – Münster (D): één per uur
- Enschede – Dortmund (D): één per uur

Grensovergang Zevenaar – Emmerich (D)
- Amsterdam – Frankfurt (D): 7 per dag (ICE)
- Arnhem – Düsseldorf (D): één per uur
- Amsterdam – Wenen (A) / Innsbruck (A): één per dag (ÖBB Nightjet nachttrein)
- Amsterdam – Zürich (CH): één per dag (ÖBB Nightjet nachttrein)

Grensovergang Venlo – Kaldenkirchen (D)
- Venlo – Hamm (Westf.) (D): één per uur

Grensovergang Eygelshoven Markt – Herzogenrath (D)
- Luik (B) - Maastricht – Aachen (D): twee keer per uur (Drielandentrein) (de helft van deze treinen heeft Maastricht als beginpunt (keerpunt))

Grensovergang Bocholtz – Vetschau (D)
- Simpelveld – Vetschau (D): op rijdagen van ZLSM enkele museumtreinen per dag

Grensovergang Eijsden – Visé (B)
- Aachen (D) - Maastricht – Luik (B): één per uur (Drielandentrein)

Grensovergang Breda – Noorderkempen (B) (HSL)
- Amsterdam – London St Pancras International (UK): vier per dag (Eurostar)
- Amsterdam – Paris Nord (F): één per uur (Eurostar)
- Amsterdam – Marne la Vallée-Chessy (Disneyland Parijs) (F): 2x per dag (Eurostar)
- Lelystad – Amsterdam Zuid – Brussel (B): één per uur (Eurocity Direct)
- Rotterdam – Breda – Brussel (B): één per uur (EuroCity Brussel - Rotterdam)

Grensovergang Roosendaal – Essen (B)
- Roosendaal – Puurs (B): één per uur
- Brussel (B) - Praag (CZ): 3 keer per week (European Sleeper nachttrein)

Drie grensovergangen worden uitsluitend gebruikt voor goederenverkeer. Deze staan hieronder weergeven:
- Coevorden – Emlichheim (D)
- Budel – Hamont (B)
- Sas van Gent – Zelzate (B)

De volgende grensovergangen naar België zijn buiten gebruik:
- Maastricht – Lanaken (fysiek gescheiden van het Belgische net);
- Baarle-Nassau ("Bels lijntje" afgebroken).

### Lijsten
- Lijst van spoorlijnen in Nederland
- Lijst van bijnamen van spoorlijnen in Nederland
- Lijst van opgeheven spoorlijnen in Nederland
- Lijst van toeristische spoorwegen en museumlijnen in Nederland
- Lijst van spoorwegstations in Nederland
- Lijst van Nederlandse spoorwegmaatschappijen
- Lijst van treinseries in Nederland
- Lijst van Nederlandse metro- en sneltramlijnen
- Lijst van spoorlijnen in België
- Lijst van spoorlijnen in Duitsland
- Lijst van landen naar lengte van het spoorwegnetwerk